# Ureaplasma urealyticum
O Ureaplasma urealiticum é uma espécie de bactéria pleomórfica, desprovida de parede celular e envolvida em infeções urogenitais.
Utiliza como fonte de energia a ureia e suas colônias, em meios sólidos, possuem diâmetro de 10-20 µm.
Faz parte da microbiota urogenital de cerca de 60-80% das mulheres sexualmente ativas e está associado à ocorrência de doenças pulmonares em recém-nascidos de baixo peso. Em homens está associado com uretrite não-gonocócia e infertilidade.
Por fazer parte da microbiota normal, culturas para sua deteção devem ser quantitativas. Títulos iguais ou superiores a 103 UTC (unidades trocadoras de cor) / mL são considerados clinicamente significativos.